# Felipe Gafe
Felipe Gafe es una serie de historieta cómica creada por Carlos Conti a los guiones y Juan López Fernández en el dibujo, para varios tebeos de la editorial Bruguera. Como su propio nombre indica, el protagonista homónimo dota de mala suerte a los que le rodean.

## Trayectoria editorial
Felipe Gafe apareció por primera vez en Tío Vivo en 1974, concretamente en su número 712, de 28 de octubre, y se publicó hasta el 724, de 20 de enero de 1975.
Poco después, pasó a las recién lanzadas "Sacarino" (3/02/1975) y "Super Sacarino" (23/07/1975). Jaume Ribera se hizo cargo de los guiones en esta etapa.